# Helmut Fox
Helmut Fox (* 20. Mai 1930 in Trier; † 13. April 1998) war ein deutscher römisch-katholischer Theologe.

## Leben
Er war seit 1956 römisch-katholischer  Priester. Er studierte an der Theologischem Fakultät Trier (1950–1956) und in Saarbrücken (1961–1964). Er erwarb jeweils in Trier den Lic. theol. 1967; die Promotion 1970 und die Habilitation 1976 (Venia Legendi in Religionspädagogik). Er war von 1956 bis 1960 Kaplan in Völklingen; von 1960 bis 1964 Religionslehrer; von 1964 bis 1970 Studentenpfarrer in Saarbrücken; von 1970 bis 1974 Religionslehrer in Trier; und von 1974 bis 1982 Dozent an der KH Mainz. Seit 1982 war er Professor an der Universität Koblenz-Landau.